# Uniwersytet Drexela
Uniwersytet Drexela (ang. Drexel University) – amerykański uniwersytet o statusie uczelni niepublicznej, z siedzibą w Filadelfii (w Pensylwanii), założony w 1891 przez filantropa i finansistę Anthony'ego Josepha Drexela (1826–1893). Kształci około 23,5 tys. studentów i zatrudnia około 2400 pracowników naukowych.

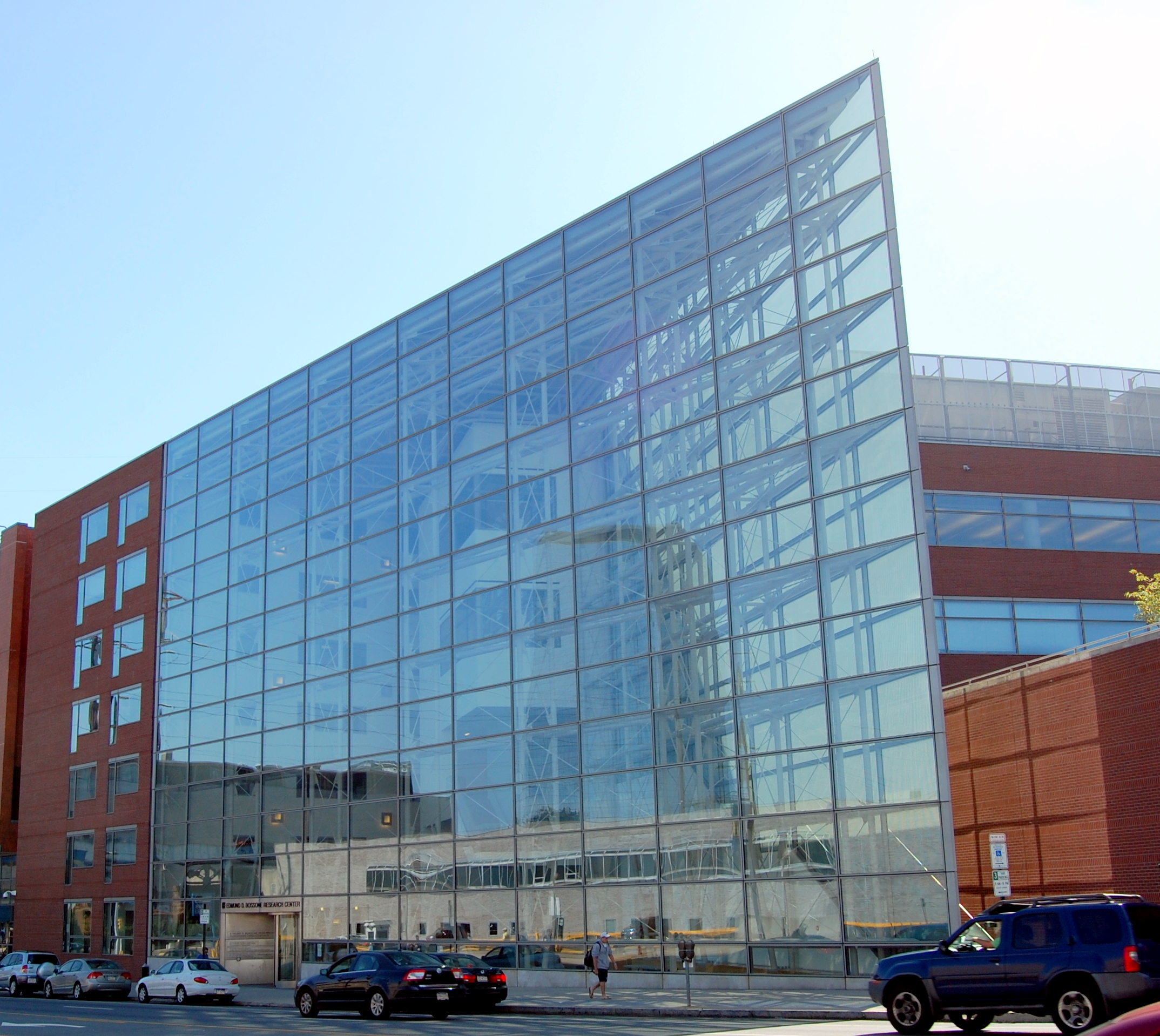
Bossone Research Enterprise Center, siedziba College of Engineering (2009)

Kampus Uniwersytetu Drexela, położony na terenie Filadelfii, składa się z trzech części: University City Campus, Center City Hahnemann Campus (w tym Hahnemann University Hospital) oraz Queen Lane College of Medicine Campus.
W latach 2010–2011 uczelnia została sklasyfikowana przez brytyjskie czasopismo „Times Higher Education” wśród 200 najlepszych uniwersytetów na świecie.

## Jednostki organizacyjne uczelni
Uniwersytet Drexela składa się z 10 kolegiów (colleges) i 7 szkół (schools):
| Kolegia (colleges)                                   | Szkoły (schools)                                                |
| ---------------------------------------------------- | --------------------------------------------------------------- |
| Antoinette Westphal College of Media Arts and Design | Charles D. Close School of Entrepreneurship                     |
| Bennett S. LeBow College of Business                 | Dornsife School of Public Health                                |
| College of Arts and Sciences                         | Graduate School of Biomedical Sciences and Professional Studies |
| College of Computing and Informatics                 | Kline School of Law                                             |
| College of Engineering                               | School of Biomedical Engineering, Science & Health Systems      |
| College of Medicine                                  | School of Economics                                             |
| College of Nursing and Health Professions            | School of Education                                             |
| Graduate College                                     |                                                                 |
| Pennoni Honors College                               |                                                                 |
| Richard C. Goodwin College of Professional Studies   |                                                                 |